# Hendrikus Nicolaas Osse
Hendrikus (Hendrik) Nicolaas Osse (Oldemarkt, 20 februari 1834 — Raalte, 7 mei 1900) was een Nederlands bestuurder. Hij was burgemeester van Weerselo en Raalte en was namens Oldenzaal lid van de Provinciale Staten van Overijssel. Alvorens hij in 1868 burgemeester werd was Osse werkzaam als notaris. Hij werd in 1898 benoemd tot ridder in de Orde van Oranje-Nassau.